# Алан Дорвард
Алан Хостариус или Алан Дорвард (гэльск. Ailean Dorsair; ум. 1275) — шотландский граф.
Он был сыном Томаса де Лундина, внука Гиллкрайста, мормэра Мара. Имя его матери неизвестно, но вероятнее всего она была дочерью Малькольма, мормэра Атолла, что делало Алана потомком двух гэльских графских фамилий.
Алан являлся одной из самых важных политических фигур XIII века в Шотландии, и эффективно правил страной некоторое время во время периода малолетства Александра III. От своего отца он наследовал должность хостариуса, то есть защитника королевской собственности. Алан, возможно, принимал участие в кампании, предпринятой для подавления восстания Макуильямов в 1228—1229 годах. К 1233 году (а возможно и ранее) Алану был доверен контроль над замком Уркуарт, на побережье озера Лох-Несс. Алан, практически без сомнения, был ответственным за постройку ранних укреплений замка Уркуарт.
В данный период времени, между 1233 и 1235 годами, Алан именовал себя «графом Атолла». Как правило считается, что после смерти Томаса Гэллоуэйского, графа Атолла в 1232 году, Изабелла, графиня Атолла, вышла замуж за Алана. Это, тем не менее, лишь попытка объяснить наличие данного титула у Алана. Мэттью Хаммонд же указывает, что наиболее вероятно, что Алан, будучи внуком Малькольма, графа Атолла, просто наследовал эту провинцию; к 9 января 1234 года, король Александр II видимо утвердил за ним этот титул. Но ко времени подписания грамоты 7 июля 1235 года титул уже исчез, и Алан никогда более не именовался «графом» (мормэром) снова. Алан, как и его отец Томас, также претендовал на титул мормэра Мара. Алан происходил от Гиллкрайста, мормэра Мара. Тем не менее, потомки Гиллкрайста были отстранены от наследования ветвью Моргана, мормэра Мара, которые монополизировали этот графский титул. Алан попытался и потерпел неудачу, когда решил лишить Уильяма, графа Мара, его титула. Это было величайшее поражение за всю историю карьеры Алана, что он так и не смог добиться графского титула.
Яркая карьера Алана отмечена постоянной борьбой с Коминами. Соперничество являлось национальным феноменом, и представляло собой большой фракционный конфликт. Возможно, что к концу его жизни наступило некоторое примирение. Алан стал юстициарием Шотландии вместе с Александром Комином, графом Бьюкеном, и сопровождал последнего в двух экспедициях против норвежцев. Он даже был одним из свидетелей, поставивших свою печать на грамоте графа Александра в 1272 году.
Алан провёл много своих последних лет в Англии. Во время малолетства Александра III, он находился в близких отношениях с королём Генрихом III Английским, пытаясь сохранить свою власть. Король Англии даже даровал Алану своё собственное английское поместье Болсовер.
Он умер в 1275 году. Его похоронили в аббатстве Копар-Ангуса.

## Семья
Алан был женат на Марджори, внебрачной дочери короля Александра II, с которой он у него было трое детей:
- Эрменгарда, вышедшая замуж за королевского виночерпия Уильяма де Соулиса (её сын Николас претендовал на корону Шотландии в 1290 году);
- Анну, которая стала женой Колбана, мормэра Файфа;
- ещё одна дочь, чье имя неизвестно (она вышла замуж за Джона Биссета).

Алан также имел по крайней мере одного внебрачного сына — Томаса Дорварда. Ни один из этих детей не наследовал выдающуюся политическую карьеру своего отца.